# Zheng Weitong
Zheng Weitong (chinois : 郑惟桐 ; pinyin : zhèng wéitóng) est un joueur chinois de xiangqi né en 1994 à Chengdu dans la province du Sichuan.
Double champion de Chine (2014, 2015), il remporte son premier titre à 19 ans.
Champion du Monde (2015) et Champion d'Asie (2019), il remporte la prestigieuse Coupe Bi Gui Yuan en 2019[réf. nécessaire].
Il est connu pour son expertise dans les ouvertures.

## Palmarès

### Titres majeurs
- 1 Champion du Monde (2015)
- 1 Champion d'Asie (2019)
- 2 Champion de Chine (2014, 2015)
- 1 Coupe Bi Gui Yuan (2019)
- 1 médaille d'or aux Jeux d'Asie (2023)

## Classement Elo
- Zheng Weitong est numéro deux mondial depuis le 30/06/2015.
- Elo Actuel: 2698 (31/12/2019)[2].
- Meilleur Elo 2703 (30/06/2019).